# 黑潔明
黑潔明，台灣知名言情小說作家。
以筆名藍翎於林白出版社（即現時的狗屋/果樹出版）出版《激情狂愛》，後以筆名黑潔明轉投禾馬文化事業有限公司。其寫作風格細膩溫柔，擅長描述角色的心境起伏，宛若身歷其境，題材富有創意，但在不平凡的劇情中卻處處可見平凡人的生活。

## 作品
- 激情狂愛（1998/11）於林白出版社

### 鳳凰奇俠
- 我愛你最重要（1998/07）男主角:孟真 女主角:秦冬月
- 風騷老闆娘（1998/08）男主角:赫連鹰 女主角:杜念秋
- 溫柔相公（1998/09）男主角:宋青雲 女主角:  白曉月
- 吾妻小樓（1999/02）男主角:冷如風 女主角:  戚小樓
- 巧玉玲瓏（1999/05）男主角:赫連傲 女主角:  秦若蘭

### 非常保鑣
- 藍蠍子的娃娃（1998/08） 男主角:古傑 女主角:羅芸
- 傻瓜殺手v.s.千面保鏢（1998/09） 男主角:古月誠 女主角:楚蒂
- 黑天使的情人保鏢（1998/12） 男主角:白天羽 女主角:楚寧
- 都是你的錯（1999/04） 男主角:張鴻羽 女主角:劉少君

### 魔力ESP
- 說你愛我（1998/11） 男主角:雷易 女主角:風鈴
- 風中琴迷（1999/07） 男主角:方自在 女主角:風琴
- 冷魅影（1999/09） 男主角:歐陽青 女主角:林菱
- 闔家吉祥（2000/01） 男主角:卓毅 女主角:孫吉祥
- 萬事如意（2000/04） 男主角:傑森·道爾 女主角:孫如意

### 海龍戰家
- 青龍玦（1999/08）男主角:蕭靖 女主角:戰青
- 赤龍瑾（1999/11）男主角:戰不群 女主角:水若
- 黑龍璠（1999/12）男主角:楚恨天 女主角:默兒

### City Woman
- 一見鍾情相見歡（2000/08）男主角:呂浩霆	女主角:范怡儂
- 槓上麻辣俏紅娘（2000/10）男主角:趙子龍	女主角:羅蘭
- 事到如今隨便你（2001/04）男主角:邢磊	女主角:林可葳
- 三生不幸遇見你（2001/08）男主角:林子傑	女主角:鍾淑芳
- 無敵情人來按鈴（2002/07）男主角:寇天昂	女主角:白雲

### 妖惑
- 炎女（2001/03）男主角:霍去病(蚩尤) 女主角:炎兒(軒轅魃)
- 蛟郎（2001/06）男主角:玄明 女主角:金靈兒
- 邪龍君（2001/07）男主角:應龍 女主角:白小宛
- 蚩尤（2002/06）男主角:蚩尤 女主角:軒轅魃

### City Hunter
- 溫柔嬌妻來點名（2002/07）男主角:寇天昂 女主角:白雲
- 幸運女郎上錯床（2002/10）男主角:霍克·巴特 女主角:歐陽寧寧
- 掃把娃娃去流浪（2003/03）男主角:亞歷士·巴特 女主角:柯巧娃
- 木頭猛男追新娘（2003/05）男主角:亞當·巴特 女主角:唐琳
- 暴躁公爵娶紅妝(上下)（2006/02）男主角:藍斯·巴特 女主角:莫蓮

### 小肥肥的猛男日記前傳
- 密碼（2004/06）男主角:耿野    女主角:鄔曉夜
- 海洋（2004/09）男主角:屠海洋  女主角:何桃花
- 月光（2005/02）男主角:莫森    女主角:巴如月

### 魔影魅靈
- 相思修羅  （2005/08）(上下)     男主角:仇天放(阿塔薩古.龔齊)   女主角:唐可卿(夜蝶舞)
- 彼 岸 花  （2007/02）(上下)     男主角:秦無明         女主角:白綺麗(阿塔薩古.雲夢)
- 饕 餮 戀  （2008/02）(上下)     男主角:耿克剛(巴狼)   女主角:方秋水(阿絲藍)
- 鬼 夜 叉  （2009/02）(上下)     男主角: 阿塔薩古.夜影  女主角:佟秋然(紫荊)
- 荼 蘼 香  （2010/02）(上下)     男主角:孔奇雲(鐵子正) 女主角:華渺渺(刀荼蘼)
- 銀 光 淚  （2011/09）(上下)     男主角:風知靜         女主角:冷銀光
- 白 露 歌  （2012/02）(上下)     男主角:蘇小魅         女主角:白  露
- 小 暖 冬  （2013/02）(上下)     男主角:易  遠         女主角:雷冬冬
- 戰 狼     （2014/02）(上下)     男主角:張  揚         女主角:左繡夜
- 魔女的騎士（2016/04）(上中下)   男主角:波  恩         女主角:  凱
- 溫柔半兩  （2018/07）(上下)     男主角:周  慶         女主角:溫  柔
- 少爺（2019/12）(前世篇，全四冊) 男主角:宋應天         女主角:阿塔薩古.澪
- 巫女澪（2023/05）(今生篇，全五冊) 男主角:溫定方         女主角:阿塔薩古.澪

### 小肥肥的猛男日記
- 賊頭大老闆（2006/07）          男主角:韓武麒 女主角:封青嵐
- 溫柔大甜心（2007/09）          男主角:屠勤   女主角:江靜荷
- 可愛大賤男（2007/12）          男主角:曾劍南 女主角:郝恬恬
- 酷呆大黑鷹（2008/07）          男主角:屠鷹   女主角:方水淨
- 悶燒大天使（2008/11）          男主角:嚴風   女主角:梁鈴紅
- 深情大老粗（2009/10）（上下）  男主角:伊拉帕 女主角:耿初靜
- 美麗大浪子（2010/07）          男主角:關浪   女主角:談如茵
- 壞心大野狼（2010/10）          男主角:鳳力剛 女主角:夏雨
- 寶貝大猛男（2011/02）（上中下）男主角:屠震   女主角:丁可菲

### 紅眼意外調查公司
- 深海（2012/06）（上下）男主角:莫磊         女主角:唐秀秀
- 罪愛（2012/10）（上下）男主角:傑克·史派羅 女主角:屠歡
- 夢魅（2013/08）（上下）男主角:屠肯恩       女主角:湛可楠
- 獵物（2014/08）（上下）男主角:吕奇峰       女主角:葉懷安
- 困獸（2015/02）（上下）男主角:高毅         女主角:烏娜
- 獵人（2017/02）（上下）男主角:阿萬         女主角:霍香
- 獵愛（2017/09）（上下）男主角:耿念棠       女主角:魏小滿
- 鬼牌（2025/08） (上下）男主角:達樂         女主角:蘇舒

### 番外
- Black's Secret Box Ⅰ（2006/02）
- Black's Secret Box Ⅱ（2008/02）
- Black's Secret Box Ⅲ（2009/10）
- 可菲的日記（2011/02）
- 晶鑽名家璀璨100嚴選特典（2011/12）
- 紅眼日常(2021/3)

## 外部連結
- 黑潔明Facebook—黑潔明＿愛,就是力量 （页面存档备份，存于）